# Zhenli Ye Gon
Zhenli Ye Gon (Shanghai, 31 januari 1963) is een Chinees-Mexicaans farmaceut en zakenman. Ye Gon wordt momenteel verdacht van het smokkelen van pseudo-efedrine van Azië naar Mexico.
Ye Gon is afkomstig uit Hongkong, maar een genaturaliseerd burger van Mexico. Hij is de wettelijke vertegenwoordiger van United Pharm Chem México. De zaak kwam aan het rollen toen op 15 maart 2007 205 miljoen Amerikaanse dollar, 18 miljoen Mexicaanse peso en meerdere kleinere bedragen in andere valuta in zijn woning in de wijk Las Lomas in Mexico-Stad werden aangetroffen. De Amerikaanse narcoticapolitie sprak van het grootste criminele geldbedrag in de geschiedenis dat is geconfisqueerd; het geld is inmiddels aan de Mexicaanse staat komen te vervallen. Volgens de Mexicaanse politie leverde Ye Gon pseudo-efedrine aan drugskartels die daar vervolgens metamfetamine van vervaardigden, en diende United Pharm Chem México slechts als dekmantel. 
Na de ontdekking van het geld vluchtte Ye Gon naar de Verenigde Staten. Op 23 juli werd hij in Maryland aangehouden. Mexico heeft verzocht om zijn uitlevering terwijl hij door Interpol in niet minder dan 180 landen wordt gezocht. Ye Gon beweerde afgeperst te worden door de "Mexicaanse regeringspartij" en "Javier (Lozano) Alarcón". Ook zei hij dat het geld bestemd was voor de campagne van president Felipe Calderón. Lozano en Calderón hebben deze aantijgingen ontkend en Ye Gon kwam er later op terug. Na zijn arrestatie maakte hij opnieuw vergezochte claims; zo zou hij "eresenator" zijn voor de Institutioneel Revolutionaire Partij (PRI), een functie die niet bestaat, en lid zijn geweest van het "Mexicaanse Federale Parlement", dat evenmin bestaat.
Ye Gon moet zich verantwoorden voor de smokkel van 500 gram of meer metamfetamine van Mexico naar de Verenigde Staten. De eerste rechtszitting was gepland voor 3 augustus. Op 5 december werd bij United Pharm Chem México 19.497 kilo pseudo-efedrine in beslag genomen.